# Emmanuel Korir
Emmanuel Kipkurui Korir (ur. 15 czerwca 1995) – kenijski lekkoatleta specjalizujący się w biegach sprinterskich i średniodystansowych.
W 2017 osiągnął półfinał biegu na 800 metrów podczas światowego czempionatu w Londynie. Złoty (w sztafecie 4 × 400 metrów) i srebrny (w biegu na 800 metrów) medalista mistrzostw Afryki (2018). Rok później zajął 6. miejsce w finale biegu na 400 metrów podczas mistrzostw świata w Dosze. W 2021 został mistrzem olimpijskim na dystansie 800 metrów. Mistrz świata z Eugene (2022).
Złoty medalista mistrzostw Kenii.
Studiował na Uniwersytecie Teksasu w El Paso. Złoty medalista akademickich mistrzostw NCAA.

## Osiągnięcia
| Rok  | Impreza                   | Miejsce   | Konkurencja        | Lokata     | Wynik   |
| ---- | ------------------------- | --------- | ------------------ | ---------- | ------- |
| 2017 | Mistrzostwa świata        | Londyn    | bieg na 800 m      | półfinał   | 1:46,08 |
| 2018 | Mistrzostwa Afryki        | Asaba     | bieg na 800 m      | 2. miejsce | 1:45,65 |
| 2018 | Mistrzostwa Afryki        | Asaba     | sztafeta 4 × 400 m | 1. miejsce | 3:00,92 |
| 2018 | Puchar interkontynentalny | Ostrawa   | bieg na 800 m      | 1. miejsce | 1:46,50 |
| 2019 | Mistrzostwa świata        | Doha      | bieg na 400 m      | 6. miejsce | 44,94   |
| 2019 | Mistrzostwa świata        | Doha      | bieg na 800 m      | półfinał   | 1:45,19 |
| 2021 | Igrzyska olimpijskie      | Tokio     | bieg na 400 m      | eliminacje | DQ      |
| 2021 | Igrzyska olimpijskie      | Tokio     | bieg na 800 m      | 1. miejsce | 1:45,06 |
| 2022 | Mistrzostwa świata        | Eugene    | bieg na 800 m      | 1. miejsce | 1:43,71 |
| 2023 | Mistrzostwa świata        | Budapeszt | bieg na 800 m      | eliminacje | 1:46,78 |

## Rekordy życiowe
- bieg na 400 metrów – 44,21 (2018)
- bieg na 600 metrów (hala) – 1:14,97 (2018) były rekord świata (do 2019)
- bieg na 800 metrów (stadion) – 1:42,05 (2018)
- bieg na 800 metrów (hala) – 1:44,21 (2018) były rekord Afryki (do 2019), 7. wynik w historii światowej lekkoatletyki